# شامسياه فقيه
شامسياه فقيه (1924 – 20 أكتوبر 2008) هي شخصية قومية ماليزية ونسوية. هي أول مرأة تشغل منصبا مهما في الحزب الشيوعي المالايوي. هي القائدة المرأة الوحيدة في الطوارئ المالايوية.